# Zdeněk Podskalský

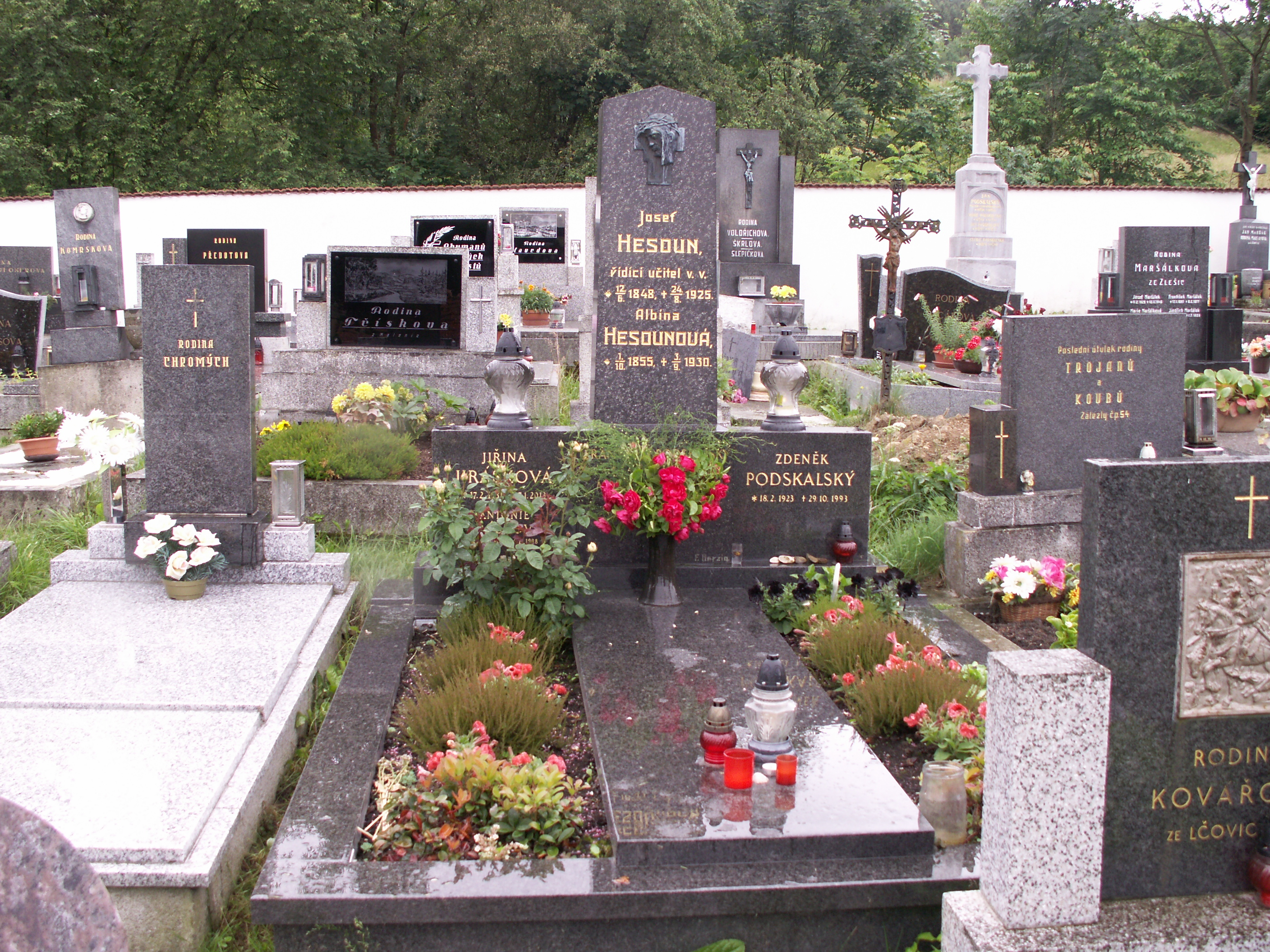
Hrob v Malenicích (s Jiřinou Jiráskovou)

Zdeněk Podskalský (18. února 1923 Malenice – 29. října 1993 Praha) byl český televizní a filmový režisér a herec. Celý život režíroval komedie, často se jednalo o filmy na bázi muzikálu, což byl jeho oblíbený žánr. Jeho partnerkou byla herečka Jiřina Jirásková. Syn Zdeněk Podskalský mladší je také režisérem.

## Život a dílo
Zdeněk Podskalský se narodil  a vyrůstal na venkově, v šumavských Malenicích u Strakonic. Maturoval v roce 1942 na reálném gymnáziu ve Strakonicích. Po válce studoval estetiku, sociologii, divadelní vědu a psychologii na Filozofické fakultě Univerzity Karlovy (1945–1949) a současně  studoval na FAMU (1947–1950). Od roku 1951 přešel na Vysokou filmovou školu v Moskvě (VGIK, 1951–1954).
Již během studií na FAMU režíroval a psal krátké snímky. Je autorem scénářů k mnoha celovečerním hraným filmům a v některých si také zahrál. Jako režisér debutoval satirickou komedií namířenou proti byrokracii Mezi nebem a zemí (1958), ke které napsal scénář spolu s Vlastimilem Brodským. Úspěšný u diváků i kritiky byl až další film Kam čert nemůže (1959). Nejznámější jsou jeho snímky Bílá paní (1965), Světáci (1969), Noc na Karlštejně (1973) a Drahé tety a já (1974).
Nejvýraznější část jeho tvorby nicméně spočívala v Československé televizi, kde se již od padesátých let 20. století uplatňoval jako režisér televizních inscenací, filmů, hudebně zábavných pořadů, přímých přenosů a revuí. Byl také autorem a režisérem mnoha silvestrovských večerů Československé televize.

### Osobní život
Manželka Zdeňka Podskalského byla překladatelka Tamara Podskalská. Jeho životní partnerkou byla 27 let herečka Jiřina Jirásková, která často hrála v jeho projektech. Mnoho let žil v Praze ve věži na rohu Mostecké ulice s výhledem na chrám sv. Mikuláše, ale rád se vracel na Šumavu, do kraje svého dětství. Aktivně tvořil do konce 80. let. Zemřel po těžké nemoci v Praze ve věku sedmdesáti let.
Syn Zdeněk Podskalský ml. (*1957) se stal také režisérem.

## Ocenění
Při příležitosti 100. výročí narození v únoru 2023 vydala Česká pošta známku s jeho portrétem; námětem obálky prvního dne vydání je interiér jeho bytu v jedné z věží na Malostranském náměstí.

## Filmografie

### Režisér, výběr
- Posvícení (1954)
- Mezi nebem a zemí (1958)
- Kam čert nemůže (1959)
- Spadla s měsíce (1961)
- Bílá paní (1965)
- Ženu ani květinou neuhodíš (1966)
- Ta naše písnička česká (1967)
- Světáci (1969)
- Ďábelské líbánky (1970)
- Fantom operety (1971, seriál)
- Alfons Karásek v lázních (1971)
- Noc na Karlštejně (1973)
- Drahé tety a já (1974)
- Kulový blesk (s Ladislavem Smoljakem, 1978)
- Trhák (1981)
- Křtiny (1981)
- Revue na zakázku (1982)
- Ohnivé ženy (1983)
- Velká filmová loupež (1986)

### Scenárista, výběr
- Mezi nebem a zemí (1958)
- Kasaři (1958)
- Einstein kontra Babinský (1963)
- Poklad byzantského kupce (1966)
- Ta naše písnička česká (1967)
- Ďábelské líbánky (1970)
- Noc na Karlštejně (1973)
- Drahé tety a já (1974)
- Křtiny (1981)

### Herec, výběr
- Spanilá jízda (1963)
- Ženu ani květinou neuhodíš (1966)
- Ta naše písnička česká (1967)
- Postřižiny (1980)
- Trhák (1981)
- Křtiny (1981)
- Jára Cimrman ležící, spící (1983)
- Velká filmová loupež (1986)